# إليشا أفريكانا
إليشا أفريكانا (بالإنجليزية: Ilisha africana)‏، تسمى إليشا غرب إفريقيا، هي نوع من الرنجة طويلة الزعانف موطنها السواحل والبحيرات ومصبات الأنهار في غرب إفريقيا من السنغال إلى أنغولا. تفضل المياه الضحلة، ومن غير المحتمل أن تتواجد تحت 25 مترًا. يمكن لبعض الأفراد أن يصل طولهم إلى 30 سم، بمتوسط أقرب إلى 18 سم. يتم صيد هذا النوع تجاريًا، حيث تم إنزال 32815 طنًا في عام 2008.